# 8397 Chiakitanaka
8397 Chiakitanaka è un asteroide della fascia principale. Scoperto nel 1993, presenta un'orbita caratterizzata da un semiasse maggiore pari a 2,5839919 UA e da un'eccentricità di 0,1756870, inclinata di 12,95547° rispetto all'eclittica.